# F661i
ムーバ F661i（ムーバ エフ ろくろくいち アイ）は、富士通（現：富士通コネクテッドテクノロジーズ）製のNTTドコモ向けの携帯電話(mova)端末である。

## 概要
GPS付き携帯電話では2001年12月発売のau（KDDI）が先行していたが、本機種はNTTドコモのiモード携帯電話としては初めてGPSが搭載された。「GPSボタン」を長押しすることで自分の居場所が確認できる。
しかし、本機種は600番台の機種名であることからもわかるように、試作的要素の強い端末で、iアプリにも非対応で、カメラもなく、スペック的には21Xシリーズ並みである。
デザインは2002年夏モデルのF504iやF251iに近いが、サブディスプレイはない。アンテナはF504iSのヒンジ部から、F251iまでの折りたたみ機と同様に先端部に戻されている。なお、このアンテナは固定式で10色に光る。
なお本機種発売後も、「EZナビウォーク」などの機能でGPSを前面に出したauとは異なり、ドコモはGPS付き携帯電話には非常に消極的で、mova機種でGPSが搭載されたのは、本機種と同じ富士通製のF505iGPSだけだった。
ドコモ端末で、GPS付き携帯電話が普及するのは、2007年春モデルのFOMA904iシリーズ以降である。

## 不具合
iモード携帯電話で初めてGPSが搭載された本機種だったが、発売日に不具合が見つかり、その後1か月間にわたり販売を中止した。
不具合の内容は、ASP方式のサービスを利用して、パソコンやiモード端末で本機種の位置を定期的に確認しようとすると、約20分間、本機種からのGPSによる測位が不能になるほか、電話の着信ができなくなる場合があった。ソフトウェア改善で、不具合は解消され、5月20日に販売が再開された。なお、ソフトウェア更新前に端末を購入した利用者向けには、無償交換に応じていた。

## 歴史
- 2003年3月27日：ドコモから発表。
- 2003年4月22日：発売されるが、不具合発生により直後に販売中止。
- 2003年5月20日：販売再開。
- 2012年3月31日　movaサービス終了により使用はこの日限りとなる。